# Bruno Zanin

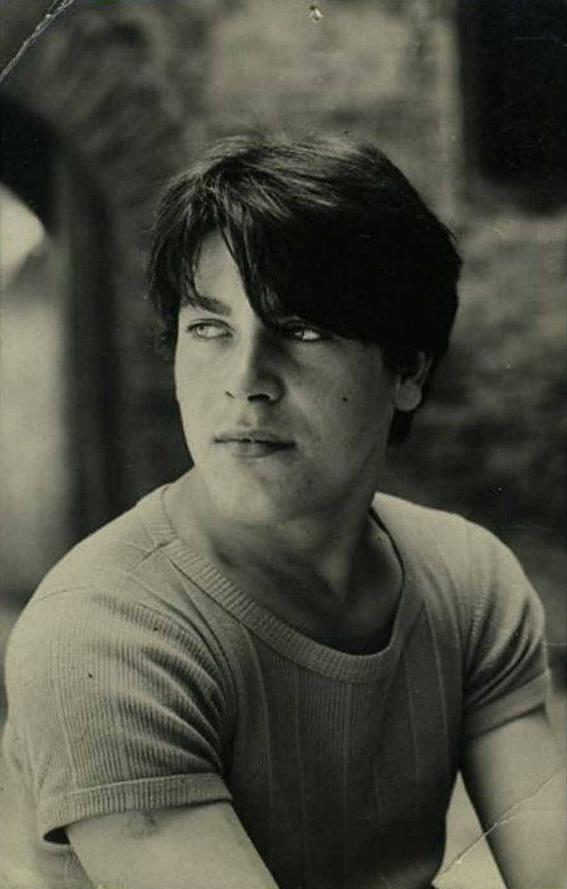
Bruno Zanin (Anfang der 1970er-Jahre)

Bruno Zanin (* 9. April 1951 in Vigonovo, Venetien; † 7. Juli 2024 in Domodossola) war ein italienischer Schauspieler und Autor.

## Leben und Karriere
Zanin wuchs in einem katholischen Internat auf, floh allerdings aus diesem mit 13 Jahren, nachdem er von einem Priester sexuell missbraucht worden war. Nach einer schwierigen Zeit mit Aufenthalten im Jugendgefängnis und einem Selbstmordversuch stabilisierte sich sein Leben, als er mit 17 Jahren dem in Italien lebenden amerikanischen Fotografen Edward Melcarth begegnete. Dieser beschäftigte ihn als Fotomodell und führte ihn in die Kulturszene ein. So war er zeitweise als Assistent der Kunstmäzenin Peggy Guggenheim beschäftigt und führte etwa deren Hunde aus.
Bekannt wurde Zanin vor allem durch seine Hauptrolle in Federico Fellinis Film Amarcord, der 1974 den Oscar als Bester fremdsprachiger Film gewann und heute als ein Klassiker der Filmgeschichte gilt. Als schelmischer Jugendlicher Titta in diesem Film verkörperte er zugleich das Alter Ego von Fellini, von dessen Jugenderinnerungen der Film beeinflusst war. Amarcord stellte Zanins Filmdebüt dar. Er kam zufällig an die Rolle, als Fellini – der bis dahin erfolglos nach einem Hauptdarsteller gesucht hatte – ihn in Cinecittà sah und ansprach. Zanin beschrieb den Starregisseur später als Egozentriker und Tyrannen, der nur vordergründig sympathisch gewesen sei. Für seine Hauptrolle wurde Zanin aus Kostengründen nicht offiziell als Schauspieler, sondern als Angestellter eines Tennisclubs beschäftigt, sodass er Jahrzehnte später keine Rentenansprüche aufgrund von Amarcord anmelden konnte.
In den Jahren nach Amarcord folgten weitere größere Rollen, so an der Seite von Claudio Cassinelli und Arthur Kennedy in dem Thriller Killer Cop (1975) und neben Senta Berger in der Familiensaga Die Herrenreiterin (1976). Eine Nebenrolle übernahm er 1982 in der erfolgreichen Fernseh-Miniserie Marco Polo. Auch am Theater war er während dieser Zeit aktiv, unter anderem unter Regie von Giorgio Strehler in Carlo Goldonis Il campiello im Piccolo Teatro di Milano. Er verlor allerdings zusehends das Interesse an der Schauspielerei, da er diese als lebensfremd empfand, und widmete sich anderen Dingen. Seit Ende der 1980er-Jahre stand er nur noch in großen Zeitabständen vor der Kamera.
In den Jugoslawienkriegen war Zanin als Zivilhelfer bei der Caritas beschäftigt. Er schrieb als Journalist für Zeitungen wie den Corriere della Sera und veröffentlichte mit Nessuno dovrà saperlo 2006 einen autobiografischen Roman, in dem er sowohl seine schwierige Jugend als auch seine Erlebnisse im Jugoslawienkrieg verarbeitete. Dieser wurde unter anderem von dem italienischen Schriftsteller Ferdinando Camon als „unvergesslich“ gelobt. Zanin lebte zuletzt mehr als zehn Jahre lang in einer Waldhütte nahe des Bergdorfes Vanzone con San Carlo und musste nach eigenen Angaben von 2019 mit einer Rente von 470,90 Euro auskommen.
Er starb am 7. Juli 2024 im Alter von 73 Jahren.

## Filmografie (Auswahl)
- 1973: Amarcord
- 1974: La prova d’amore
- 1975: Liebestanz unter den Ulmen (La prima volta, sull’erba)
- 1975: Killer Cop (La polizia ha le mani legate)
- 1976: Die Herrenreiterin (La padrona è servita)
- 1976: Agnes geht in den Tod (L’Agnese va a morire)
- 1982: Marco Polo (Fernseh-Miniserie)
- 1983: Occhei, occhei
- 1986: Die Affäre Aldo Moro (Il caso Moro)
- 1987: Der Schatz im All (L’isola del tesoro) (Fernseh-Miniserie)
- 2000: La donna del delitto
- 2017: Die wunderbare Reise der Lucy – Auf der Suche nach Fellini (In Search of Fellini)
- 2021: Dea